# Tipula pudibunda
Tipula pudibunda är en tvåvingeart som beskrevs av Evgenyi Nikolayevich Savchenko 1961. Tipula pudibunda ingår i släktet Tipula och familjen storharkrankar.
Artens utbredningsområde är Nordkorea. Inga underarter finns listade i Catalogue of Life.